# إن إيه-19 (صوابي-ll)
إن إيه-19 هي دائرة انتخابية للمجلس الوطني في باكستان. وهي تقع في مقاطعة صوابي. كانت تعرف سابقا باسم إن إيه-13 (صوابي-ll) من 1977 إلى 2018. وفي عام 2002 تم تغيير اسمها إلى إن إيه-19 بعد ترسيم الحدود في عام 2018.

## وصلات خارجية
- نتيجة الانتخابات الموقع الرسمي